# La Campaña (livro)
A Campanha (La Campaña em espanhol) é uma novela do escritor mexicano Carlos Fuentes, publicada em 1990.

Nela, o liberal argentino Manuel Varela narra as aventuras do amigo Baltasar Bustos, que lutou nas guerras de independência da América Espanhola, no início do século XIX. Além de personagens ficcionais, como Varela e Bustos, nela também aparecem personagens históricos reais, como o general San Martín e o intelectual Simón Rodríguez. Também tem as características de um romance de formação.
Alguns críticos consideram "A Campanha" como a melhor novela de Fuentes. A narrativa é sutil e complexa, embora não contenha as experimentações literárias que caracterizam outras obras do autor, tornando-a uma leitura mais fácil e prazerosa. A preocupação de Fuentes com a compreensão da História, no entanto, é um traço que compartilha com suas demais novelas, bem como com obras de outros autores, como O General em Seu Labirinto, de Gabriel García Márquez. Em "A Campanha", Carlos Fuentes consegue conciliar a precisão histórica com a fantasia literária, proporcionando ao leitor ao mesmo tempo momentos de intenso prazer estético e uma visão ampla e vívida daquele momento histórico decisivo para o continente.
Carlos Fuentes declarou certa vez que, na criação de Baltasar Bustos, recebeu inspiração de Tolstói: o personagem Pierre Bekuzov, de Guerra e Paz.

## Enredo
Baltasar Bustos, filho de um rico fazendeiro do sul da Argentina, vive em Buenos Aires no início do século XIX e é um admirador dos pensadores do Iluminismo francês, em especial de Jean-Jacques Rousseau. Defende os princípios liberais, com seus amigos Xavier Dorrego e Manuel Varela, numa Buenos Aires já insurgente contra o domínio espanhol, enquanto trabalha como assistente no tribunal real.
Baltasar sabe, por intermédio do pai, que existe uma passagem secreta da biblioteca do tribunal a um pátio interior, e que desse pátio é possível subir por uma trepadeira e ter acesso ao andar superior do prédio, onde moram o juiz, o marquês de Cabra, e sua esposa, Ofelia Salamanca, que haviam chegado recentemente do Chile.
Baltasar é um defensor apaixonado da igualdade. Contra Dorrego, sustenta que a liberdade sem igualdade seria o fracasso da revolução. Resolve passar das palavras à ação: raptar o filho recém-nascido do marquês, deixando, no seu lugar, uma criança negra, filha de uma prostituta do porto que havia sido açoitada por ter um filho com um branco. Acredita que fará justiça trocando os destinos dos dois garotos. Durante uma visita de investigação aos aposentos do casal, Baltasar pode ver a marquesa nua, e se apaixona por ela, embora não consiga ver-lhe o rosto. Mesmo assim, mantém-se firme em seus própósitos e executa a troca em uma noite de maio de 1810. Entrega o bebê branco às negras para que o criem. Nesta mesma noite, no entanto, agitadores revolucionários incendeiam o tribunal, e o bebê negro morre queimado. O marquês e Ofelia não chegam a ficar sabendo do rapto, e deixam a argentina, enlutados. Baltasar, frustrado, volta para a fazenda do pai.
Fisicamente, Baltasar é uma figura pouco atraente: gordo, míope e com pouca agilidade. Dividido entre o seu amor a Ofelia Salamanca e à fidelidade às ideias que defende, e incapaz de aceitar a vida na estância com o pai e a irmã, resolve por fim alistar-se no exército rebelde e lutar contra os espanhóis (ou realistas). Luta primeiro junto aos guerrilheiros no Alto Peru. Junta-se ao grupo de José Miguel Lanza e mata pela primeira vez. Logo depois, abandona o grupo, o que lhe vale uma condenação à morte por parte desse líder.
Passa então ao Peru, depois colabora na invasão do Chile, e em seguida vai à Venezuela. Finalmente, chega ao México. Em todos esses lugares, além de participar das lutas de libertação, está à procura de Ofelia Salamanca, pois deseja que ela o ame e o perdoe pelo que havia feito ao seu filho. A condenação de Lanza, conhecida por todos, permite que Baltasar se infiltre nas tropas realistas, trabalhando como espião para os liberais.
Enquanto Baltasar Bustos percorre toda a América hispânica em busca da amada, torna-se um guerreiro famoso por sua bravura e sua bondade. Também se torna notória sua busca incansável por Ofelia, bem como o caráter desta, que está em total contradição com o do herói: promíscua, sanguinária e inimiga mortal dos liberais. Conta-se que Ofelia Salamanca desprezava os rebeldes e que havia inclusive apunhalado à traição um importante líder insurgente. Apesar disso, Baltasar não renuncia ao seu amor. Por ele, abstém-se de tomar por amantes muitas mulheres atraídas por sua fama, seu senso de justiça e sua piedade para com os desvalidos, que incluía os inimigos mortos.
A revolução triunfa em todo o continente, mas os liberais tornam-se cada vez mais conservadores e não cumprem as promessas de igualdade feitas aos negros, aos índios e aos mestiços. As liberdades liberais existem só no papel e o continente é desmembrado, repartido entre os ricos locais. A guerra passa a travar-se entre os novos governantes burgueses e os insurgentes depossuídos. No México, o último líder rebelde, o ex-padre Anselmo Quintana, mantém-se irredutível à demanda do comandante revolucionário Agustín de Iturbide, que ordena que ele deponha as armas e se entregue. Quintana revela a Baltasar que Ofelia Salamanca, já velha e doente, mora com eles. Revela também que Ofelia havia percorrido toda a América em busca de seu único filho, raptado quando bebê. Entrega o filho a Baltasar e pede que ele o leve embora, uma vez que a derrota final dos guerrilheiros parece próxima. Também revela que Ofelia Salamanca havia sido uma grande lutadora da revolução, tendo-se fingido de realista por muitos anos para espionar os inimigos e atrair e assassinar traidores e espiões.
Baltasar volta a Buenos Aires com o filho de Ofelia, apesar de ainda céptico quanto à verdade das palavras de Quintana a respeito de Ofelia Salamanca. Ao final, Manuel Varela, o narrador, esclarece aos leitores que Ofelia era realmente espiã insurgente, que havia-se tornado sua amante quando em Buenos Aires, e que o garoto adotado por Baltasar era na realidade filho dele, e não do marquês de Cabra.

## Personagens
- Baltasar Bustos, jacobino argentino, lutador nas guerras de independência.
- Manuel Varela, também jacobino, admirador de Denis Diderot, amigo de Baltasar.
- Xavier Dorrego, outro amigo de Baltasar, admirador em especial das ideias de Voltaire.
- O marquês de Cabra, juiz chileno, realista, a serviço em Buenos Aires e Santiago.
- Ofelia Salamanca, esposa do marquês.
- Leocadio Cabra, filho de Ofelia; posteriormente é adotado por Baltasar e passa a chamar-se Manuel Bustos.
- José Antonio Bustos, fazendeiro, pai de Baltasar.
- Sabina Bustos, irmã de Baltasar, que morava com o pai na fazenda.
- Julián Rios, jesuíta amigo e preceptor de Baltasar.
- Luz María, viúva chilena, depois amante de um militar que lhe transmite sífilis, e, por fim, prostituta em Maracaibo.
- Gabriela Cóo, dançarina chilena, cujo amor inicialmente Baltasar recusa, por fidelidade a Ofelia.
- Francisco Arias, padre, e Juan de Echagüe, tenente do exército de San Martín, companheiros de luta de Baltasar, mortos em combate.
- Anselmo Quintana, ex-padre mexicano, líder dos rebeldes em Orizaba, no estado de Veracruz.

## Alusões históricas
- José de San Martín
- Simón Rodríguez
- Ildefonso Escolástico de las Muñecas
- José Miguel Lanza
- José Fernando de Abascal y Sousa

## Temas
Esta obra de Fuentes analisa diversos aspectos do momento histórico focalizado:
- os variados conflitos que um revolucionário precisa enfrentar: os dilemas liberdade x igualdade, fé x razão, lealdade à família x lealdade aos ideais, etc.;
- as diferenças raciais e de classes na América Espanhola, com os espanhóis no topo, os crioulos (brancos nascidos na colônia) logo abaixo, os mestiços a seguir e índios e negros na base, e como essas diferenças deram origem a diferentes visões com relação à independência e ao prospecto da revolução, bem como obrigaram à luta através de meios específicos;
- o ambiente político e social da época: a influência dos iluministas, das guerras napoleônicas e do liberalismo econômico sobre o processo revolucionário;
- as particularidades locais, a fragmentação política, as lutas internas pelo poder político, as rivalidades regionais e os  interesses econômicos conflitantes dos diferentes grupos (fazendeiros, comerciantes, etc.);

Esses aspectos não são exclusivos das guerras de independência da América Espanhola, podendo ser extrapolados para outros contextos revolucionários.

## Alusões geográficas
- Buenos Aires - Argentina
- Republiqueta de Larecaja - Alto Peru
- Republiqueta de Ayopaya - Alto Peru
- Santiago - Chile
- Lima - Peru
- Maracaibo - Venezuela
- Orizaba - México